# Pontonema serratodentatum
Pontonema serratodentatum är en rundmaskart som beskrevs av Mawson 1956. Pontonema serratodentatum ingår i släktet Pontonema och familjen Oncholaimidae. Inga underarter finns listade i Catalogue of Life.